# La Tola
La Tola là một khu tự quản thuộc tỉnh Nariño, Colombia. Thủ phủ của khu tự quản La Tola đóng tại La Tola Khu tự quản La Tola có diện tích 128 ki lô mét vuông. Đến thời điểm ngày 28 tháng 5 năm 2005, khu tự quản La Tola có dân số 4974 người.